# بيتر طوماس (ملحن)
بيتر طوماس (بالألمانية: Peter Thomas)‏ هو موزع وملحن ألماني، ولد في 1 ديسمبر 1925 في فروتسواف في بولندا.

## وصلات خارجية
- الموقع الرسمي
- بيتر طوماس على موقع IMDb (الإنجليزية)
- بيتر طوماس على موقع ألو سيني (الفرنسية)
- بيتر طوماس على موقع ميوزك برينز (الإنجليزية)
- بيتر طوماس على موقع أول موفي (الإنجليزية)
- بيتر طوماس على موقع قاعدة بيانات الأفلام السويدية (السويدية)
- بيتر طوماس على موقع أول ميوزيك (الإنجليزية)
- بيتر طوماس على موقع ديسكوغز (الإنجليزية)
- بيتر طوماس على موقع قاعدة بيانات الفيلم (الإنجليزية)
- بيتر طوماس على موقع كينوبويسك (الروسية)